# 佩塔尔·布日齐察
佩塔尔·“佩罗”·布日齐察（Petar "Pero" Brzica，约生于1917年）是一位克罗地亚方济各会成员，后在乌斯塔莎政权当政期间成为了一名刽子手。第二次世界大战期间，他是亚塞诺瓦茨集中营的看守，曾在亚塞诺瓦茨集中营中殺了不少人。在集中营的一次杀人比赛上，他用一把名为“塞族屠刀”（srbosjek）的弯刃刀具杀害了大量刚抵达集中营的囚犯。布日齐察曾夸耀称自己因杀死囚犯最多——1360人——因而赢得了比赛。其他资料则称布日齐察创下的“纪录”其实要低一些，大概在670至1100人之间。1945年後下落不明。